# Pyrrhopyge crida
Espèce
Pyrrhopyge crida est une espèce de lépidoptères (papillons) de la famille des Hesperiidae, de la sous-famille des Pyrginae, de la tribu des Pyrrhopygini et du genre Pyrrhopyge.

## Dénomination
Pyrrhopyge crida a été nommé par William Chapman Hewitson en 1871.
Synonyme : Yanguna crida ; Godman & Salvin, [1893].

### Nom vernaculaire
Pyrrhopyge crida se nomme White-banded Firetip en anglais.

## Description
Pyrrhopyge crida est un papillon d'une envergure de 55 mm à 57 mm au corps trapu bleu noir, aux extrémités de la tête et de l'abdomen orange. 
Les ailes sont de couleur gris ardoise foncé avec aux ailes antérieures une bande blanche du milieu du bord costal au bord interne près de l'angle anal.
Le revers est semblable.

## Biologie

### Plantes hôtes
La plante hôte de sa chenille est Vismia billbergiana.

## Écologie et distribution
Pyrrhopyge crida est présent au Mexique, au Costa Rica, au Nicaragua, au Honduras, à Panama, en Colombie et en Équateur.

### Protection
Pas de statut de protection particulier.